# 腋花孩儿草
腋花孩儿草（学名：Rungia axilliflora）是爵床科孩儿草属的植物，为中国的特有植物。分布于中国大陆的广西、贵州等地，常生于沟边，目前尚未由人工引种栽培。